# Zazulewka
Zazulewka (ros. Зазулевка) – chutor w zachodniej Rosji, w sielsowiecie kazaczełokniańskim rejonu sudżańskiego w obwodzie kurskim.

## Geografia
Miejscowość położona jest nad Sudżą, 9 km od granicy z Ukrainą, 2,5 km od centrum administracyjnego sielsowietu kazaczełokniańskiego (Kazaczja Łoknia), 7,5 km od centrum administracyjnego rejonu (Sudża), 83 km od Kurska.

## Demografia
W 2010 r. miejscowość zamieszkiwało 15 osób.